# Naruse Shumpei
Naruse Shumpei (成瀬 竣平 Naruse Shunpei, sinh ngày 17 tháng 1 năm 2001) là một cầu thủ bóng đá người Nhật Bản thi đấu cho Nagoya Grampus.

## Sự nghiệp

### Câu lạc bộ
Naruse có màn ra mắt cho Nagoya Grampus ngày 7 tháng 3 năm 2018, trước Urawa Red Diamonds ở J.League Cup, ngày 18 tháng 3 năm 2018, vào sân từ phút thứ 76 thay cho Jô trong thất bại 1-0 của Nagoya Grampus trước Kawasaki Frontale.

## Thống kê sự nghiệp

### Câu lạc bộ
Tính đến trận đấu diễn ra ngày 18 tháng 3 năm 2018
| Câu lạc bộ          | Mùa giải            | Giải vô địch        | Giải vô địch | Giải vô địch | Cúp Quốc gia | Cúp Quốc gia | Cúp Liên đoàn | Cúp Liên đoàn | Châu lục | Châu lục  | Khác    | Khác      | Tổng    | Tổng      |
| Câu lạc bộ          | Mùa giải            | Hạng đấu            | Số trận      | Bàn thắng    | Số trận      | Bàn thắng    | Số trận       | Bàn thắng     | Số trận  | Bàn thắng | Số trận | Bàn thắng | Số trận | Bàn thắng |
| ------------------- | ------------------- | ------------------- | ------------ | ------------ | ------------ | ------------ | ------------- | ------------- | -------- | --------- | ------- | --------- | ------- | --------- |
| Nagoya Grampus      | 2018                | J1                  | 2            | 0            | 0            | 0            | 2             | 0             | –        | –         | –       | –         | 3       | 0         |
| Tổng cộng sự nghiệp | Tổng cộng sự nghiệp | Tổng cộng sự nghiệp | 1            | 0            | 0            | 0            | 2             | 0             | -        | -         | -       | -         | 3       | 0         |